# Piedecuesta
Piedecuesta est une ville colombienne du département de Santander. Elle fait partie de l'aire métropolitaine de Bucaramanga.

## Personnalité liée à la commune
- Rodolfo Hernández (1945-2024), homme politique et entrepreneur.